# Яневич-Яневский, Константин Яковлевич
Константин Яковлевич Яневич-Яневский (1827 — 31 декабря 1901 (13 января 1902)) — российский военный правовед и государственный деятель. Действительный тайный советник и Статс-секретарь Его Императорского Величества (1883).

## Биография
В службе и классном чине IX-го класса с 1848 года после окончания Императорского училища правоведения. С 1841 года совместно с профессором-правоведом  П. Г. Редкиным издавал журнал «Юридические Записки» (Т.1—4, 1841—1860).
С 1860 года участник Судебной реформы Александра II, работал над преобразованием судебной части Морского ведомства. В 1862 году  произведён в действительные статские советники, с назначением чиновником особых поручений при управляющем  Морского министерства. 17 апреля 1863 года пожалована аренда в тысячу двести рублей на двенадцать лет. 19 апреля 1864 года «за отлично-усердное исполнение особо-возложенных на него поручений» объявлено Монаршее благоволение. С 1864 по 1867 годы директор Управления флота генерал-аудитора Российского императорского флота.
С 1867 по 1889 годы  первый начальник Главного военно-морского судного управления — Главный военно-морской прокурор Российской империи. В 1868 году произведён в  тайные советники. 17 (29) апреля 1870 года награждён орденом Св. Анны I степени. В 1883 году произведён в действительные тайные советники и назначен Статс-секретарём Его Императорского Величества. На 1893 год состоял при Собственной Его Императорского Величества канцелярии.
Был награждён всеми российскими орденами вплоть до ордена Святого Александра Невского с бриллиантовыми знаками пожалованные ему 9 апреля 1889 года.
Умер в Санкт-Петербурге 31 декабря 1901 года (13 января 1902). Похоронен на Выборгском римско-католическом кладбище.
В честь А. К. Яневича-Яневского назван мыс Яневича [Сонхвандансандан] (Японское море, полуостров Корея, 39°38′ с.ш., 127°32′ в.д., мыс обследован в 1893 году экипажем корвета «Витязь», тогда же присвоено название мысу).

## Труды
- Собрание узаконений, относящихся к обязательствам по договорам с казною, и в особенности к казенным подрядам и поставкам / Сост. по распоряжению Мор. ведомства К. Яневич-Яневский. - Санкт-Петербург : тип. II Отд-ния Собств. е. и. в. канцелярии, 1856. - IV, 166 с.; 27[12].
- О публичности и устности уголовного судопроизводства по русскому положительному праву. тип. Мор. мин-ва. СПб. 1857 г.
- О введении, развитии и современном состоянии суда присяжных во Франции. 1859 г.
- О суде присяжных в Англии. 1860 г.[13]
- Об апелляционных отзывах и жалобах в уголовных делах / Соч. К. Яневич-Яневский. - [Спб.: Б. и., 1861]. - [2], 34 с.; 23 см. - Из "Ж.М.Ю. [Журн. М-ва юст.]". 1861 г., № 6
- Собрание узаконений, относящихся к обязательствам по договорам с казною, и в особенности к казенным подрядам и поставкам / Сост. по распоряжению Мор. ведомства К. Яневич-Яневский. - Спб.: Тип. 2 Отд-ния Собств. е. и. в. канцелярии, 1856. - IV, 166 с.; 27 см. - То же. - 2-е изд., доп. и испр. - 1861. - VIII, 148, 23 с.
- Извлечение из письма действит. статского советника Яневича-Яневского по порученному ему исследованию о тюрьмах и тюремном заключении. - Спб.: Тип. Мор. м-ва, [1862]. - 10 с.; 24 см. - Из "Мор. сб." 1862 г., № 10
- О месте и значении тюремного заключения в системе иностранных военно-уголовных законов / К. Яневич-Яневский. - Спб.: Тип. Мор. м-ва, 1864. - 20 с.; 25 см. - Из "Мор. сб." 1864 г., № 2